# American League
American League (AL) är en av de två basebolligor som utgör Major League Baseball (MLB). Den andra ligan är National League (NL).
American League består sedan 2013 av 15 klubbar som är indelade i tre divisioner med fem klubbar i varje: East, Central och West Division. Den senaste förändringen skedde 2013, då Houston Astros flyttade till American League från National League.
Sedan 2022 är slutspelsformatet sådant att de tre divisionssegrarna och de tre bästa övriga klubbarna (så kallade wild cards) går till slutspel. I första omgången, American League Wild Card Series eller ALWC, möts den sämsta divisionssegraren och den sämsta wild card-klubben i en matchserie och de andra två wild card-klubbarna i en annan. Denna omgång spelas i bäst av tre matcher där den högst seedade klubben har hemmaplan i alla matcherna. Vinnaren av den förstnämnda matchserien får därefter möta den näst bästa divisionssegraren medan vinnaren av den andra matchserien får ta sig an den bästa divisionssegraren. Dessa semifinaler kallas ALDS, American League Division Series, och spelas i bäst av fem matcher. De båda vinnarna i ALDS möts sedan i en ligafinal som kallas ALCS, American League Championship Series, vilken spelas i bäst av sju matcher. Vinnaren av ALCS möter vinnaren av NLCS, National League Championship Series, i World Series.

## Historia
American League utropade sig som en major league inför säsongen 1901. Eftersom National League varit enda major league sedan 1892 hade ligan haft en särställning inom basebollen. Andra ligor hade samarbetsavtal med klubbarna i National League, men var inte jämbördiga ligor utan betecknades som minor leagues. Ban Johnson, president i Western League som då var en minor league, bedömde att det fanns plats för en till liga på högsta nivå. American League härstammar alltså från en minor league vid namn Western League med klubbar från mellanvästra USA. Inför säsongen 1900 bytte ligan namn till nuvarande American League och tog in nya klubbar från några större städer. Under säsongen 1900 omfattade ligan följande åtta klubbar: Buffalo Bisons, White Stockings, Cleveland Lake Shores, Detroit Tigers, Indianapolis Hoosiers, Kansas City Blues, Milwaukee Brewers och Minneapolis Millers.
Ligans kontrakt som minor league till National League gick ut i slutet av 1900 och den 28 januari 1901 tillkännagav ledningen för American League att ligan var en ny major league. Ligan etablerade klubbar i Boston (Boston Americans) och Philadelphia (Philadelphia Athletics), städer där National League redan hade klubbar. Vidare placerades klubbar i Baltimore (Baltimore Orioles) och Washington (Washington Senators), städer som lämnats av National League 1900. Sedan började klubbarna i American League att locka över spelare från National League, vilket var förödande för den äldre ligan. National League accepterade inte att American League nu var en jämbördig major league, men både spelare och intäkter försvann ur National League.
Efter två års bittra stridigheter slöt de båda konkurrerande ligorna fred genom att skriva under ett avtal, en ny version av det så kallade National Agreement. Där accepterade konkurrenterna varandra som jämlika major leagues och man lovade bland annat att inte ta spelare från varandra.
Redan efter första säsongen flyttade Milwaukee Brewers till St. Louis, en stad som redan hade en National League-klubb och blev St. Louis Browns. 1903 flyttade även Baltimore Orioles och blev New York Highlanders. Det innebar att första "fredsåret" 1903 hade båda ligorna konkurrerande klubbar i fem städer.
Därefter dröjde det till mitten på 1950-talet innan en klubb flyttade till en ny stad. 1954 bytte St. Louis Browns namn och stad till nuvarande Baltimore Orioles. Året därpå, 1955, var det dags för Philadelphia Athletics att flytta västerut och blev Kansas City Athletics. 1961 ändrade Washington Senators sin hemvist till St. Paul/Minneapolis-området och blev Minnesota Twins. Samma år expanderade American League till tio klubbar då Los Angeles Angels och en ny klubb vid namn Washington Senators bildades.
1968 flyttade Kansas City Athletics vidare längre västerut och blev Oakland Athletics. 1969 fick Kansas City en ny klubb när ligan expanderade igen, Kansas City Royals. Samma år tillkom Seattle Pilots. American League delades även upp i två divisioner, West och East, med sex klubbar i varje. De två segrarna spelade en final, American League Championship Series (ALCS), där segraren gick till World Series. Redan efter ett år gick Seattle Pilots i konkurs varvid klubben köptes upp, flyttades och blev Milwaukee Brewers.
1973 införde American League designated hitter-regeln, varvid en utespelare fick slå istället för pitchern. Detta innebar att ett antal äldre spelare samt defensivt sämre spelare fick en större chans att spela, eftersom denna DH bara är inne och slår. Denna regel används nu över hela världen förutom i en av proffsligorna i japanska Nippon Professional Baseball (NPB).
1977 utökades American League med Seattle Mariners och kanadensiska Toronto Blue Jays. American League hade då 14 klubbar medan National League fortfarande bestod av tolv klubbar. 1994 delade man upp ligan i tre divisioner, East, Central och West, där West hade fyra klubbar och de två andra divisionerna hade fem klubbar. Detta innebar att man fick tre divisionssegrare plus bästa tvåa till slutspel. Ligan fick införa en semifinal-omgång, kallad American League Division Series (ALDS), innan ALCS.
1997 började ligorna spela så kallade interleague-matcher för första gången. Det var matcher mot klubbarna i National League i grundserien som räknades in i de ordinarie resultaten och tabellerna. Dessförinnan hade de två ligornas klubbar bara mötts i World Series samt på försäsongen och även uppvisningsmatcher under säsongen, där två klubbar från samma stad eller stat möttes. Nu fick dessa matcher en stor uppmärksamhet och man fick spela derbyn mot sina rivaler. I och med omorganisationen 2013 (se nedan) blev man tvungen att spela fler interleague-matcher för att få det hektiska spelschemat att gå ihop.
1998 gick Tampa Bay Devil Rays med i ligan. Milwaukee Brewers fick samtidigt ta steget över till National League så ligan hade fortfarande 14 klubbar.
2012 ändrades slutspelsformatet så att en femte klubb gick till slutspel, vilket innebar ännu en omgång i slutspelet, American League Wild Card Game (ALWC). 2013 utökades ligan till 15 klubbar när Houston Astros flyttades över från National League. Astros placerades i West Division, vilket innebar att alla tre divisionerna fick lika många klubbar (fem).
På grund av covid-19-pandemin inleddes inte 2020 års säsong förrän i slutet av juli, nästan fyra månader senare än normalt, och säsongen förkortades från 162 till 60 matcher. En mängd tillfälliga regeländringar infördes, bland annat att även National League skulle använda sig av designated hitter-regeln.
Inför 2022 års säsong infördes till slut designated hitter-regeln permanent även i National League. Samtidigt infördes det nuvarande slutspelsformatet. Säsongen försenades en vecka på grund av att ligan och spelarfacket inte i tid kunde komma överens om dessa och andra förändringar i det nya kollektivavtalet.
American League kallas ibland för Junior Circuit eftersom ligan är 25 år yngre än National League. Sedan 1903 har segraren i American League mött segraren i National League i World Series, förutom två gånger då finalspelet ställts in. Till och med 2022 har American League vunnit 67 gånger mot 51 för National League. American League-klubben New York Yankees har hela 27 segrar.

## Ursprungliga klubbar
- Baltimore Orioles (dagens New York Yankees)
- Boston Americans
- Chicago White Stockings
- Cleveland Bluebirds/Blues
- Detroit Tigers
- Milwaukee Brewers (dagens Baltimore Orioles)
- Philadelphia Athletics (dagens Oakland Athletics)
- Washington Senators (dagens Minnesota Twins)

## Nuvarande klubbar

### East Division
- Baltimore Orioles bildades 1901 i Milwaukee som Milwaukee Brewers, flyttade 1902 till St. Louis och kallades Browns, flyttade 1954 vidare till Baltimore.
- Boston Red Sox bildades 1901, kallades Americans till och med 1907.
- New York Yankees bildades 1901 i Baltimore som Baltimore Orioles, flyttade 1903 till New York och kallades Highlanders till och med 1912.
- Tampa Bay Rays bildades 1998, kallades Devil Rays till och med 2007.
- Toronto Blue Jays bildades 1977.

### Central Division
- Chicago White Sox bildades 1894 i Sioux City som Sioux City Cornhuskers, flyttade 1895 till St. Paul, flyttade 1900 till Chicago.
- Cleveland Guardians bildades 1894 i Grand Rapids som Grand Rapids Rustlers, flyttade 1900 till Cleveland, kallades Lake Shores 1900, Bluebirds/Blues 1901, Bronchos 1902, Naps 1903–1914 och Indians 1915–2021.
- Detroit Tigers bildades 1894.
- Kansas City Royals bildades 1969.
- Minnesota Twins bildades 1894 i Kansas City som Kansas City Blues, flyttade 1901 till Washington som Washington Senators, flyttade 1961 till Minnesota.

### West Division
- Houston Astros bildades 1962 i National League som Houston Colt .45s, bytte 1965 namn, överfördes 2013 till American League.
- Los Angeles Angels bildades 1961, kallades Los Angeles Angels 1961–1965, California Angels 1965–1996, Anaheim Angels 1997–2004 och Los Angeles Angels of Anaheim (2005–ca 2015).
- Oakland Athletics bildades 1901 i Philadelphia som Philadelphia Athletics, flyttades 1955 till Kansas City och 1968 till Oakland.
- Seattle Mariners bildades 1977.
- Texas Rangers bildades 1961 i Washington som nya Washington Senators, flyttade 1972 till Texas.

## Mästare
Under ligans första 68 säsonger, 1901–1968, förekom inga divisioner och inget slutspel utan den klubb som vann grundserien var ligamästare. Sedan 1969, då ligan för första gången delades in i divisioner, utses ligamästare genom ett slutspel.

### Kronologiskt
I listan nedan står antalet ligatitlar inom parentes (om fler än en) och är de klubbar markerade med fet stil som även vann World Series samma säsong (sedan 1903 förutom 1904 och 1994).
- 1901 – White Stockings
- 1902 – Philadelphia Athletics
- 1903 – Boston Americans
- 1904 – Boston Americans (2)
- 1905 – Philadelphia Athletics (2)
- 1906 – Chicago White Sox (2)
- 1907 – Detroit Tigers
- 1908 – Detroit Tigers (2)
- 1909 – Detroit Tigers (3)
- 1910 – Philadelphia Athletics (3)
- 1911 – Philadelphia Athletics (4)
- 1912 – Boston Red Sox (3)
- 1913 – Philadelphia Athletics (5)
- 1914 – Philadelphia Athletics (6)
- 1915 – Boston Red Sox (4)
- 1916 – Boston Red Sox (5)
- 1917 – Chicago White Sox (3)
- 1918 – Boston Red Sox (6)
- 1919 – Chicago White Sox (4)
- 1920 – Cleveland Indians
- 1921 – New York Yankees
- 1922 – New York Yankees (2)
- 1923 – New York Yankees (3)
- 1924 – Washington Senators
- 1925 – Washington Senators (2)
- 1926 – New York Yankees (4)
- 1927 – New York Yankees (5)
- 1928 – New York Yankees (6)
- 1929 – Philadelphia Athletics (7)
- 1930 – Philadelphia Athletics (8)
- 1931 – Philadelphia Athletics (9)
- 1932 – New York Yankees (7)
- 1933 – Washington Senators (3)
- 1934 – Detroit Tigers (4)
- 1935 – Detroit Tigers (5)
- 1936 – New York Yankees (8)
- 1937 – New York Yankees (9)
- 1938 – New York Yankees (10)
- 1939 – New York Yankees (11)
- 1940 – Detroit Tigers (6)
- 1941 – New York Yankees (12)
- 1942 – New York Yankees (13)
- 1943 – New York Yankees (14)
- 1944 – St. Louis Browns
- 1945 – Detroit Tigers (7)
- 1946 – Boston Red Sox (7)
- 1947 – New York Yankees (15)
- 1948 – Cleveland Indians (2)
- 1949 – New York Yankees (16)
- 1950 – New York Yankees (17)
- 1951 – New York Yankees (18)
- 1952 – New York Yankees (19)
- 1953 – New York Yankees (20)
- 1954 – Cleveland Indians (3)
- 1955 – New York Yankees (21)
- 1956 – New York Yankees (22)
- 1957 – New York Yankees (23)
- 1958 – New York Yankees (24)
- 1959 – Chicago White Sox (5)
- 1960 – New York Yankees (25)
- 1961 – New York Yankees (26)
- 1962 – New York Yankees (27)
- 1963 – New York Yankees (28)
- 1964 – New York Yankees (29)
- 1965 – Minnesota Twins (4)
- 1966 – Baltimore Orioles (2)
- 1967 – Boston Red Sox (8)
- 1968 – Detroit Tigers (8)
- 1969 – Baltimore Orioles (3)
- 1970 – Baltimore Orioles (4)
- 1971 – Baltimore Orioles (5)
- 1972 – Oakland Athletics (10)
- 1973 – Oakland Athletics (11)
- 1974 – Oakland Athletics (12)
- 1975 – Boston Red Sox (9)
- 1976 – New York Yankees (30)
- 1977 – New York Yankees (31)
- 1978 – New York Yankees (32)
- 1979 – Baltimore Orioles (6)
- 1980 – Kansas City Royals
- 1981 – New York Yankees (33)
- 1982 – Milwaukee Brewers
- 1983 – Baltimore Orioles (7)
- 1984 – Detroit Tigers (9)
- 1985 – Kansas City Royals (2)
- 1986 – Boston Red Sox (10)
- 1987 – Minnesota Twins (5)
- 1988 – Oakland Athletics (13)
- 1989 – Oakland Athletics (14)
- 1990 – Oakland Athletics (15)
- 1991 – Minnesota Twins (6)
- 1992 – Toronto Blue Jays
- 1993 – Toronto Blue Jays (2)
- 1994 – Ingen mästare[a]
- 1995 – Cleveland Indians (4)
- 1996 – New York Yankees (34)
- 1997 – Cleveland Indians (5)
- 1998 – New York Yankees (35)
- 1999 – New York Yankees (36)
- 2000 – New York Yankees (37)
- 2001 – New York Yankees (38)
- 2002 – Anaheim Angels
- 2003 – New York Yankees (39)
- 2004 – Boston Red Sox (11)
- 2005 – Chicago White Sox (6)
- 2006 – Detroit Tigers (10)
- 2007 – Boston Red Sox (12)
- 2008 – Tampa Bay Rays
- 2009 – New York Yankees (40)
- 2010 – Texas Rangers
- 2011 – Texas Rangers (2)
- 2012 – Detroit Tigers (11)
- 2013 – Boston Red Sox (13)
- 2014 – Kansas City Royals (3)
- 2015 – Kansas City Royals (4)
- 2016 – Cleveland Indians (6)
- 2017 – Houston Astros
- 2018 – Boston Red Sox (14)
- 2019 – Houston Astros (2)
- 2020 – Tampa Bay Rays (2)
- 2021 – Houston Astros (3)
- 2022 – Houston Astros (4)
- 2023– Texas Rangers (3)
- 2024 – New York Yankees (41)

1. ↑  Säsongen avbröts på grund av en spelarstrejk.

### Per klubb
I tabellen nedan anges endast klubbarnas nuvarande namn. Av dagens 15 klubbar är det bara Seattle Mariners som aldrig vunnit ligan.
| Nr | Klubb               | Antal | År |
| -- | ------------------- | ----- | --- |
| 1  | New York Yankees    | 41    | 1921, 1922, 1923, 1926, 1927, 1928, 1932, 1936, 1937, 1938, 1939, 1941, 1942, 1943, 1947, 1949, 1950, 1951, 1952, 1953, 1955, 1956, 1957, 1958, 1960, 1961, 1962, 1963, 1964, 1976, 1977, 1978, 1981, 1996, 1998, 1999, 2000, 2001, 2003, 2009, 2024 |
| 2  | Oakland Athletics   | 15    | 1902, 1905, 1910, 1911, 1913, 1914, 1929, 1930, 1931, 1972, 1973, 1974, 1988, 1989, 1990 |
| 3  | Boston Red Sox      | 14    | 1903, 1904, 1912, 1915, 1916, 1918, 1946, 1967, 1975, 1986, 2004, 2007, 2013, 2018 |
| 4  | Detroit Tigers      | 11    | 1907, 1908, 1909, 1934, 1935, 1940, 1945, 1968, 1984, 2006, 2012 |
| 5  | Baltimore Orioles   | 7     | 1944, 1966, 1969, 1970, 1971, 1979, 1983 |
| 6  | Chicago White Sox   | 6     | 1901, 1906, 1917, 1919, 1959, 2005 |
| 6  | Cleveland Guardians | 6     | 1920, 1948, 1954, 1995, 1997, 2016 |
| 6  | Minnesota Twins     | 6     | 1924, 1925, 1933, 1965, 1987, 1991 |
| 9  | Houston Astros      | 4     | 2017, 2019, 2021, 2022 |
| 9  | Kansas City Royals  | 4     | 1980, 1985, 2014, 2015 |
| 11 | Texas Rangers       | 3     | 2010, 2011, 2023 |
| 12 | Tampa Bay Rays      | 2     | 2008, 2020 |
| 12 | Toronto Blue Jays   | 2     | 1992, 1993 |
| 14 | Los Angeles Angels  | 1     | 2002 |
| 14 | Milwaukee Brewers   | 1     | 1982 |

1. ↑  Houston Astros har även vunnit National League en gång.
2. ↑  Milwaukee Brewers spelar numera i National League.